# Dude Bro Party Massacre III
Dude Bro Party Massacre III è un film del 2015 diretto da Tomm Jacobsen, Michael Rousselet e Jon Salmon.
Nonostante il titolo, il film non è il sequel di altri film. Presentato come un film andato perduto che era stato bandito negli anni ottanta, racconta la storia di un killer mascherato conosciuto come Motherface.

## Trama
Brock, il fratello gemello di Brent, viene assassinato da Motherface, un serial killer mascherato che sceglie le sue vittime tra i membri delle confraternite. Brent decide di indagare per conto proprio e si unisce alla confraternita di cui era membro il fratello nella speranza di riuscire a scoprire l'identità del colpevole.
cosa è successo. Dopo che la loro ultima scossa provoca la morte di decine di persone, il campus costringe la fraternità a trasferirsi in una cabina nei boschi. Infuriato dalla mancanza di punizione, Motherface caccerà i fratelli di fraternità per ucciderli tutti.

## Produzione
Il film è la prima commedia della 5-Second Films ed è un film stand-alone senza capitoli precedenti. Esso è basato su un cortometraggio della durata di cinque secondi. Quando questo si è rivelato popolare, essi hanno creato un trailer falso.

## Distribuzione
Dude Bro Party Massacre III è stato premiato al Los Angeles Film Festival il 13 giugno 2015. È stato pubblicato digitalmente il 7 luglio.

## Citazioni cinematografiche
- Il killer del film è chiamato Motherface, un chiaro riferimento al killer Leatherface di Non aprite quella porta (1974).
- Il titolo del film fa riferimento al film The Slumber Party Massacre (1982).
- Nel film viene citato il film Tre scapoli e un bebè (1987).